# Ferenc Hegedűs
Ferenc Hegedűs (Tarján, 14 settembre 1959) è un ex schermidore ungherese, vincitore di una medaglia d'argento nella scherma ai giochi olimpici.